# Preben Gylche
Preben Gylche alias Robert Olsen (født 30. januar 1927 i København, død 27. februar 1945 i København) var en blikkenslager og medlem af modstandsgruppen BOPA.
Preben Gylche blev anholdt og såret af Gestapo ved en afvæbningsaktion i Scala i København 8. februar 1945. Han blev dødsdømt ved en tysk standret i København og ført til Ryvangen den 27. februar 1945, hvor han blev henrettet sammen med ni andre.
Preben Gylche blev den 29. august 1945 begravet i det store gravfelt i Mindelunden i Ryvangen. Hans far Carl Gylche, som var politimand, døde i Buchenwald koncentrationslejr under deportationen af det danske politi.